# 세인츠 로우 (2022년 비디오 게임)
《세인츠 로우》는 볼리션이 개발하고 딥 실버가 배급한 액션 어드벤처 비디오 게임이다. 2013년 《세인츠 로우 IV》 이후 제작된 《세인츠 로우》 시리즈의 다섯 번째 본편 작품이자 리부트 게임이다. 플레이스테이션 4, 플레이스테이션 5, 스테이디어, 마이크로소프트 윈도우, 엑스박스 원 및 엑스박스 시리즈 X/S 플랫폼으로 2022년 8월 23일 출시됐다.
게임 무대는 라스베이거스에 기반한 가상의 도시 산토 일레소로, 일인용 모드 이야기는 '세인츠'라는 무법 갱단을 결성한 네 명의 친구들을 주인공으로 타 범죄집단과 전쟁하며 영토를 넓히는 방식을 전개된다. 게임 내 시점은 3인칭 시점이며 플레이어는 다양한 무기와 도구를 사용하고 NPC를 영입해 전투에 활용할 수 있다.
《세인츠 로우》 개발진은 시리즈 초기에 있었던 진지한 극과 희극의 조합으로 회귀하고자 하는 목표로 게임을 설계했다. 출시 이후 기술적 문제들, 게임 내 이야기와 낡은 게임플레이 요소들로 언론으로부터 복합적인 평가를 받았다. 2022년 10월 기준으로 플레이어 수가 1백만 명을 기록했다.

## 반응
리뷰 애그리게이터 웹사이트 메타크리틱에 따르면 《세인츠 로우》는 "복합적 및 평균적인 평가"를 받았다.

### 흥행
볼리션의 모기업 임브래이서 그룹에 따르면 《세인츠 로우》의 예약구매량은 배급사의 기대치를 초과했다고 보고했다.

## 참조

### 내용주
1. ↑  영어: Saints Row